# Молокуцько Степан Костянтинович
Степа́н Костянти́нович Молоку́цько (нар. 17 серпня 1979 року, Маріуполь, СРСР — пом. 5 жовтня 2002 року, Новотроїцьке, Донецька обл.) — український футболіст.

## Біографія
Степан народився 17 серпня 1979 року в Маріуполі. У 1986 році потрапив у ДЮСШ спортклубу Новатор (так тоді називався нинішній «Маріуполь») до тренера Анатолія Стрепетова, де провів дев'ять років. Після цього на два роки поїхав до Донецька, вступивши до Училища олімпійського резерву. У 1997-му повернувся до Маріуполя.
У чемпіонатах України дебютував 6 березня 1997 року, у 37-му турі першої ліги в матчі проти Краснопільського «Явора», а за рік, після нетривалого стажування у фарм-клубі — макіївському «Шахтарі», став гравцем основи.
5 червня 2001 року Степан приніс перемогу молодіжній збірній в матчі з валлійцями — заробив пенальті й особисто його реалізував. Дуже швидко перетворився на одного з лідерів української молодіжної команди.
28 вересня на 59-й хвилині матчу в Запоріжжі, за рахунку 1:0 на користь гостей, арбітр матчу Анатолій Жосан показав Молокуцько жовту картку. Це означало, що наступний матч удома з «Шахтарем» він пропускає. За день до цього поєдинку, 5 жовтня, Степан відпросився у тренера й поїхав на машині до Донецька, до дівчини. Забравши свою майбутню дружину, Молокуцько поїхав додому, до Маріуполя. О 14:42 біля селища Новотроїцьке в його автомобіля Volkswagen лопнуло колесо, що привело до зіткнення з деревом. Степан Молокуцько загинув. 8 жовтня його було похований в Маріуполі на Старокримському кладовищі.

## Факти
- Матч із запорізьким «Металургом» став останнім, у якому на футбольному полі з'являвся гравець маріупольської команди (невдовзі перейменованої на «Іллічівець») з 10-м номером на спині. Після 5 жовтня цей номер навічно закріплено за Степаном.
- З 2006 року в Маріуполі проводиться юнацький турнір імені Степана Молокуцька.